# セチリジン
セチリジン(英:cetirizine)は、第二世代抗ヒスタミン薬のひとつで、アレルギー反応を抑制する作用を持つ化合物である。日本では商品名ジルテックが販売されている。適応はアレルギー性鼻炎や蕁麻疹、皮膚の発疹、湿疹である。

レボセチリチン

セチリジンはラセミ体で抗ヒスタミン作用が強いが、その副作用である眠気が少ないR-エナンチオマーを光学分割したものが、レボセチリジンとしてグラクソ・スミスクラインで開発され、2010年に日本で同社から商品名ザイザルで発売された。

## 開発
ベルギーのUCBが開発した。日本では第一三共、グラクソ・スミスクラインから商品名ジルテックとして販売、レボセチリジンも物資特許が切れたことから、後発医薬品も各社より販売されている。

## 薬理
ヒドロキシジンの代謝産物の一つであり、ヒドロキシジンと異なり血液脳関門を通過しないとされているが、ジストニア反応（筋緊張異常反応）や鎮静効果が認められている。

## 種類
- 錠剤:5mg,10mg
- ドライシロップ:1.25%

セチリジン塩酸塩 (Cetirizine hydrochloride)または、セチリジンジヒドロクロライド(Cetirizine Dihydrochloride)などの塩の形態をとる。

## 副作用
重大な副作用として添付文書に記載されているものは、ショック、アナフィラキシー様症状、痙攣、肝機能障害、黄疸、血小板減少、眠気、倦怠感、嘔吐など。